# Jamaicaanse suikervogel
De Jamaicaanse suikervogel (Euneornis campestris) is een zangvogel uit de familie Thraupidae (tangaren).

## Verspreiding en leefgebied
Deze soort is endemisch in de beboste hooglanden van Jamaica.